# Parafia św. Sebastiana i Narodzenia Najświętszej Maryi Panny w Rywałdzie
Parafia św. Sebastiana i Narodzenia Najświętszej Maryi Panny w Rywałdzie – parafia rzymskokatolicka w diecezji toruńskiej, w Dekanacie Radzyńskim, z siedzibą w Rywałdzie

## Historia

### Proboszczowie
- o. Zbigniew Gospodarek OFM Cap.
- o. Kazimierz Śnieg OFM Cap.
- o. Krzysztof Kościelecki OFM Cap.
- o. Andrzej Makowski OFM Cap.
- o. Krzysztof Kurzątkowski OFM Cap.

## Zasięg parafii
Do parafii należą wierni z następujących miejscowości: Blizienko, Blizno, Gołębiewo, Gołębiewko i Stara Ruda.

## Linki zewnętrzne

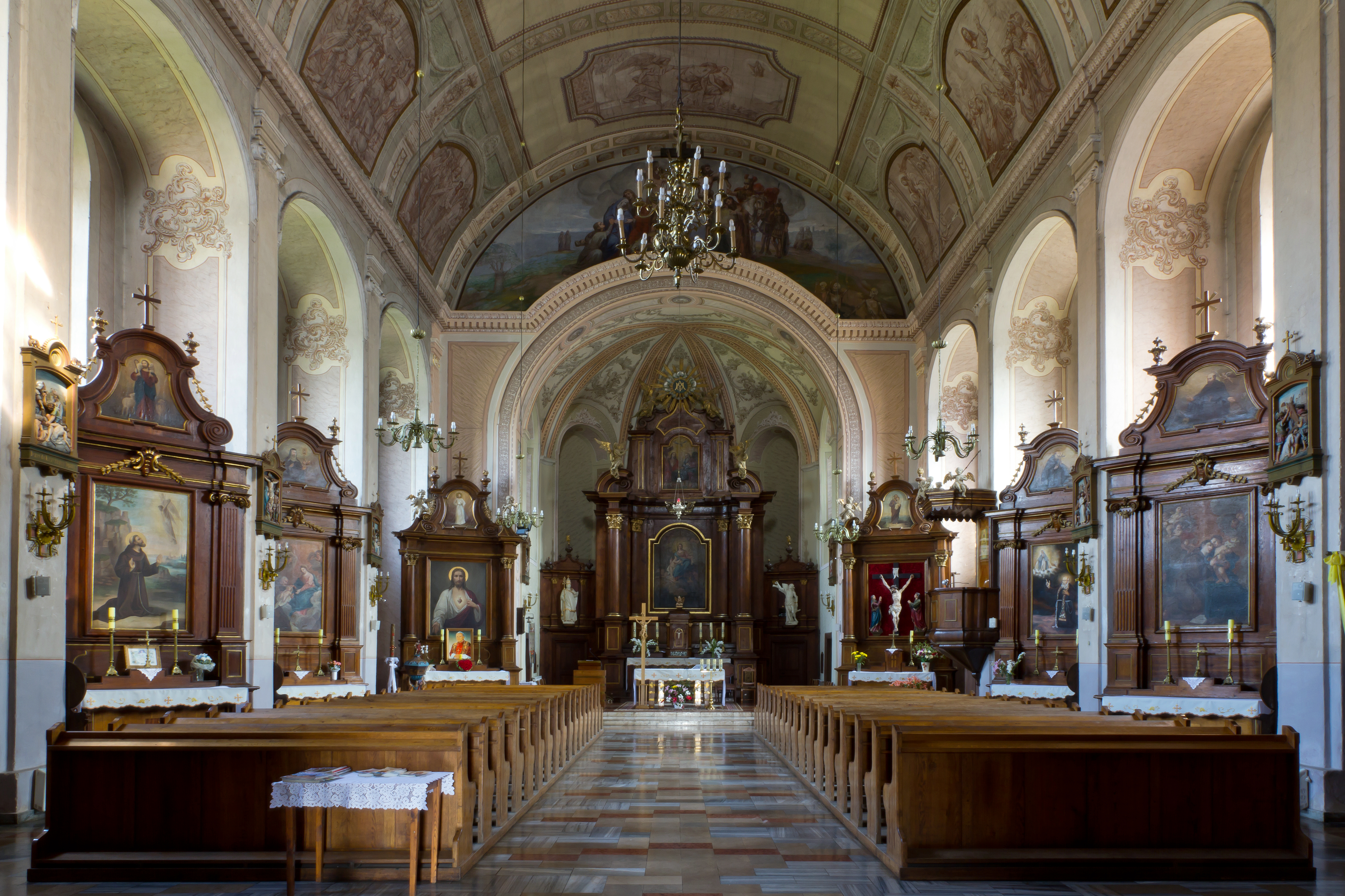
Wnętrze kościoła w Rywałdzie